# Републикански път III-604
Републикански път IIІ-604 е третокласен път, част от Републиканската пътна мрежа на България, преминаващ изцяло по територията на област Перник. Дължината му е 11,9 км.
Пътят се отклонява надясно при 67,7 км на Републикански път I-6 в квартал „Върба“ на град Радомир и се насочва на юг през Радомирската котловина. Преминава последователно през селата Кошарите и Бобораци, пресича река Арката (ляв приток на Струма) и достига до центъра на село Жедна, където се съединява с Републикански път III-623 при неговия 26,9 км.
При последния си километър (11,9 км) в центъра на село Жедна наляво се отклонява Републикански път III-6041 (16,4 км), който през селата Касилаг, Кондофрей, Чуковец и Гълъбник достига до село Долна Диканя при 308,8 км на Републикански път I-1.
| Пътища, отклоняващи се надясно (населено място, № на пътя, посока на пътя) | Км   | Пътища, отклоняващи се наляво (посока на пътя, № на пътя, населено място)                          |
| -------------------------------------------------------------------------- | ---- | -------------------------------------------------------------------------------------------------- |
| Община Радомир, I-6, 67,7 км, гр. Радомир →                                | 0,0  | → гр. Радомир, 67,7 км, I-6, Община Радомир                                                        |
| с. Кошарите                                                                | 4,3  | с. Кошарите                                                                                        |
| (за с. Беланица) общински път ←                                            | 5,6  | |
| с. Бобораци                                                                | 6,5  | с. Бобораци                                                                                        |
| (за с. Негованци) общински път ←                                           | 9,9  | |
| (до с. Габрешевци) III-623, 26,9 км, с. Жедна ← .                          | 11,9 | ← с. Жедна, 26,9 км, III-623 (от 34,9 км на II-62) → с. Жедна, 0 км, III-6041 (до с. Долна Диканя) |